# Partering
Partering var ett straff som innebar att man separerade olika kroppsdelar från kroppen. Dessa sattes sedan ofta upp på pålar utanför kyrkor, slott och andra byggnader för att avskräcka allmänheten om vad som kunde hända den som bröt mot lagen.